# Cyprus (Docklands Light Railway)
Cyprus è una stazione della Docklands Light Railway (DLR) ubicata a Cyprus, a sud di Beckton, nell'area delle Docklands di Newham, a est di Londra. La stazione serve la University of East London Docklands Campus e l'estremità orientale della banchina nord del Royal Albert Dock.
La stazione si trova sulla diramazione per Beckton, tra quelle di Beckton Park e Gallions Reach ed è nella Travelcard Zone 3.